# Stråkanäs
Stråkanäs is een dorp binnen de Zweedse gemeente Kalix. Stråka betekent een kleine stroomversnelling en näs komt van landtong. De stroomversnelling (Stråkan geheten) ontstaat doordat het eiland Åkerholmen hier midden in de Kalixälven ligt en de stroming deels blokkeert. In 1539 wordt het dorp, dan nog Strokenes genoemd, voor het eerst genoemd als vijf volwassenen belasting moeten betalen. In 1871 is het uitgegroeid tot negentig personen.
Bestuurscentrum: Kalix (tätort)
Tätort: Båtskärsnäs · Bredviken · Gammelgården · Karlsborg · Morjärv · Nyborg · Påläng · Risögrund · Rolfs · Sangis · Töre
Småort: Åkroken · Björkfors · Börjelsbyn · Granholmen · Innanbäcken · Innanlandet · Kälsjärv · Lappbäcken · Målson · Månsbyn · Ryssbält · Siknäs · Storön · Stråkanäs · Sören · Vallen · Vånafjärden
Overig: Björkvattnet · Bjumisträsk · Bondersbyn · Brattlandet · Empoberget · Forsbyn · Granån · Grubbnäsudden · Grytnäs · Hällfors · Holmträsk · Hömyrfors · Kamlunge · Klinten · Korpikå · Långfors · Lantjärv · Marieberg · Moån · Östanfjärden · Östra Flakaträsk · Östra Granträsk · Övermorjärv · Räktjärv · Rian · Småkvarn · Sockenträsk · Stora Lappträsk · Storsien · Tjäruträsk · Törböle · Törefors · Västannäs · Västra Flakaträsk · Vitvattnet ·